# François d'Orléans-Longueville (1513-1548)
Pour les articles homonymes, voir François d'Orléans-Longueville.
François d'Orléans, 2 mars 1513 - 25 octobre 1548), né et mort à Châteaudun, est un seigneur français de la Renaissance. 

## Biographie
Il est le troisième fils de Jeanne de Hochberg et Louis d'Orléans.
Cadet, il hérite des fiefs de sa mère et des petites seigneuries de son père, devenant marquis de Rothelin, comte de Neuchâtel, prince de Châtelaillon, vicomte de Melun, Seigneur de Beaugency, de la Brosse, d’Abville (Abbeville),  du Crotoy, de Montreuil (Pas-de-Calais), de Blandi (Blandy), Noyers, Vilaines, Château-Chinon, Louans, Mervant, Lorme et Samois. 
Il sert François Ier dans ses guerres contre Charles Quint. 
Il est enterré à Châteaudun, dans la Sainte Chapelle du château.

## Mariage et descendance
Il épouse Jacqueline de Rohan-Gyé en 1536.
Trois enfants naissent de cette union :
1. Léonor, duc de Longueville et d’Estouteville (1540- 1573) ;
2. Jacques, en 1547, mort en bas âge ;
3. Françoise d'Orléans Longueville[2] (5 avril 1549 - 11 juin 1601), née posthume. Elle épousera le chef huguenot Louis Ier de Bourbon-Condé le 8 novembre 1565, d'où les Bourbons-Soissons : la maison de Savoie-Carignan (ensuite rois d'Italie) est issue par mariage de cette union.

François d'Orléans-Rothelin, fils naturel de François d'Orléans-Longueville, et de Françoise Blosset, fille du baron de Torcy est le fondateur de la maison Orléans-Rothelin.